# 第二代边境伯爵罗杰·莫蒂默
罗杰·莫蒂默，第二代马奇伯爵（英語：Roger Mortimer，2nd Earl of March，约1327年—1360年2月26日）英格兰贵族和军人。
小罗杰·莫蒂默为与之同名的老羅傑·莫蒂默，第一代馬奇伯爵之孙。其祖父因为是太后法兰西的伊莎贝拉的情夫而在英格兰国王爱德华三世年幼时权倾朝野，骄横恣睢。然而爱德华三世亲政的第一个步骤便是将他处死。在其被杀后，莫蒂默家族的全部财产均被国王没收。然而小罗杰·莫蒂默凭借与爱德华三世建立的个人友好关系，竟使得他在1348年重新获得爵位和财产，包括一些原是在他祖父专权时所搜刮的财产。在爱德华三世对法国发动百年战争后，小罗杰·莫蒂默是他的忠实追随者。
| 英格蘭貴族爵位                     | 英格蘭貴族爵位 | 英格蘭貴族爵位                       |
| ---------------------------------- | -------------- | ------------------------------------ |
| 前任： 羅傑·莫蒂默，第一代馬奇伯爵 | 马奇伯爵       | 繼任： 埃德蒙·莫蒂默，第三代馬奇伯爵 |